# 연평도
연평도(延坪島)는 경기만 북서쪽에 있는 대한민국 관할의 섬 또는 제도(諸島)로, 주 섬인 대연평도(大延坪島)를 비롯하여 소연평도(小延坪島) 등 주변의 부속 섬들로 이루어져 있다. 이들은 모두 인천광역시 옹진군 연평면에 속한다.
2022년 12월 말 주민등록 기준으로 연평면의 총 인구는 2,138명인데, 주민 중 군인과 어민의 비중이 높아 남초 현상(성비 1.76:1, 남 1,362, 여 776)이 심하다.

## 상세
서해 5도 중 하나로 군사적 요충지인 탓에 한국군 부대가 주둔 중이다. 남북 긴장이 가장 높은 지역 중 하나로, 이후 남북 간의 여러 분쟁의 장소가 되었다.
꽃게 어장이 형성되어 있는 등 어업상으로 중요한 곳이다. 예전에는 5월 조기철에 1,500척 이상의 어선이 모여들어 파시(波市)가 섰었으나 1968년 이후에 사라졌고, 현재는 조기 대신 꽃게를 중심으로 한 어장이 형성되었다. 대부분의 주민이 농업 및 어업에 종사한다.

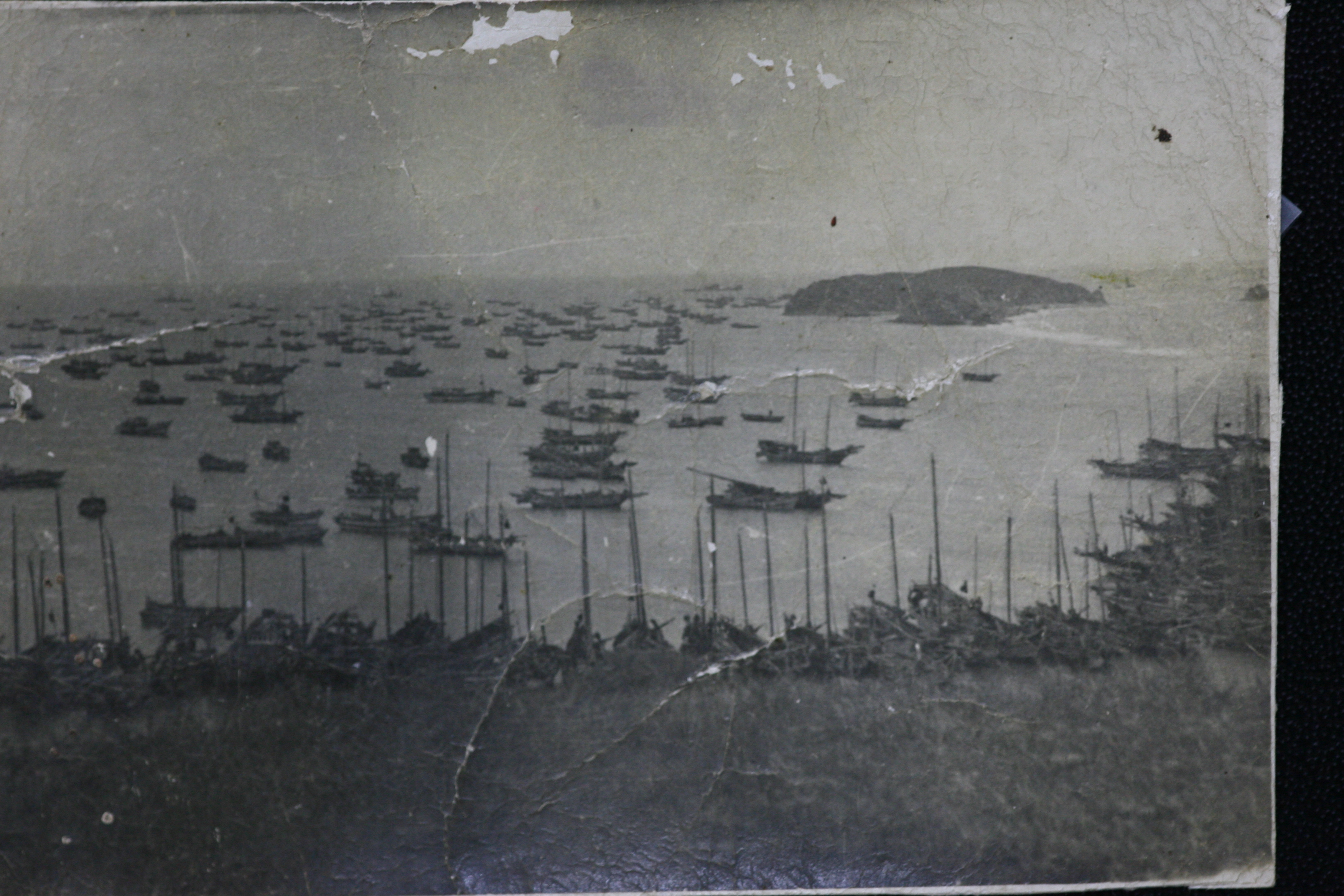
고기잡이 배 1960년

교육기관으로는 1999년에 초중등학교가 하나로 통합된 연평초·중·고등학교가 있다.

## 역사
곳곳에서 패총과 무문토기·빗살무늬토기 등이 발견되어 선사시대부터 사람이 살았다고 여겨진다.
본래 조선시대에는 황해도 해주군(벽성군) 송림면(松林面)에 속했다. 병자호란 때 임경업(林慶業)이 청나라에 볼모로 잡혀간 세자를 구하기 위해 중국으로 가던 중 선원들의 부식이 떨어지자, 연평도에 배를 대고 나뭇가지를 꺾어 개펄에 꽂아두었더니 물이 빠진 뒤 가지마다 조기가 걸려 있어, 이것이 조기잡이의 시초가 되었다는 설화가 전해진다. 현재까지도 임경업을 기리는 사당 충민사(忠愍祠)가 존재해 있다.연평도는 조기잡이가 시작되면서부터 인구가 급증하였으며, 외래문화의 도입은 1910년대에 천주교인 전응택(佺應澤,바오로)일가가 입도하여 교회(공소)를 설립하면서 비롯되었다.
연평도는 본래 해주군에 속했다가 1938년 해주읍이 시(당시는 府)로 승격되면서 해주시 주위의 종전의 해주군 지역을 벽성군(僻城郡)으로 개편할 때 벽성군에 편입되었으며, 8.15 해방 후에는 38선 이남지역이므로 경기도 옹진군(擁津郡)에 편입되었다.
1945년 9월 2일 미국과 소련이 38선을 경계로 한반도를 분할 점령함으로써 38선 남쪽인 연평도는 경기도 옹진군으로 편입되었으며, 이는 한국전쟁 이후에도 그대로 유지되었다. 한국전쟁 중에는 수 만 명의 피난민이 이 섬을 거쳐 남하하였다.
1995년 3월 1일 옹진군이 경기도에서 인천광역시로 편입되었고, 1999년 7월 20일에 행정구역명이 송림면에서 연평면으로 개칭되었다.
인천광역시 인천항으로부터 뱃길로 120 km 떨어져 있는 한편, 조선민주주의인민공화국의 강령반도와는 불과 12 km 떨어져 있다. 이런 탓에 남북 간의 긴장도가 높은 지역이며, 2010년 11월 23일 조선인민군이 연평도를 포격하여 군인 2명과 민간인 2명이 사망하는 사건이 발생하였다.

### 연평해전
연평도는 NLL(북방한계선)에 가까워 남북한의 해군 간에 여러 분쟁이 발생한 바 있다.
1999년 6월 15일에 연평도 근해에서 서로 NLL 침범을 주장하며 대치하던 대한민국 해군과 조선인민군 해군 간에 전투가 벌어져 인민군 50여명이 사상하였다. 이후 제1연평해전으로 명명되었다.
3년이 지난 2002년 6월 29일에는 NLL로 출동한 남한의 고속정에 북한의 해군이 기습적으로 발포하며 전투가 벌어졌다. 이후 제2연평해전으로 명명되었으며, 양측에 수십명의 사상자가 발생하였다.

### 연평도 포격전
2010년 11월 23일 오후 2시 30분경에 조선민주주의인민공화국이 대한민국의 대연평도를 향해 갑작스럽게 170여 발을 포격하였다. 이에 대한민국 국군은 진돗개 1호를 발령하고 80여 발의 대응사격을 실시하였다. 연평도 포격은 1953년 7월 27일 정전협정 체결 후 상대방의 영토에 대해 직접 포격을 가한 첫번째 사례이다. 해병대 군인 2명과 민간인 2명이 목숨을 잃었다.

## 대연평도

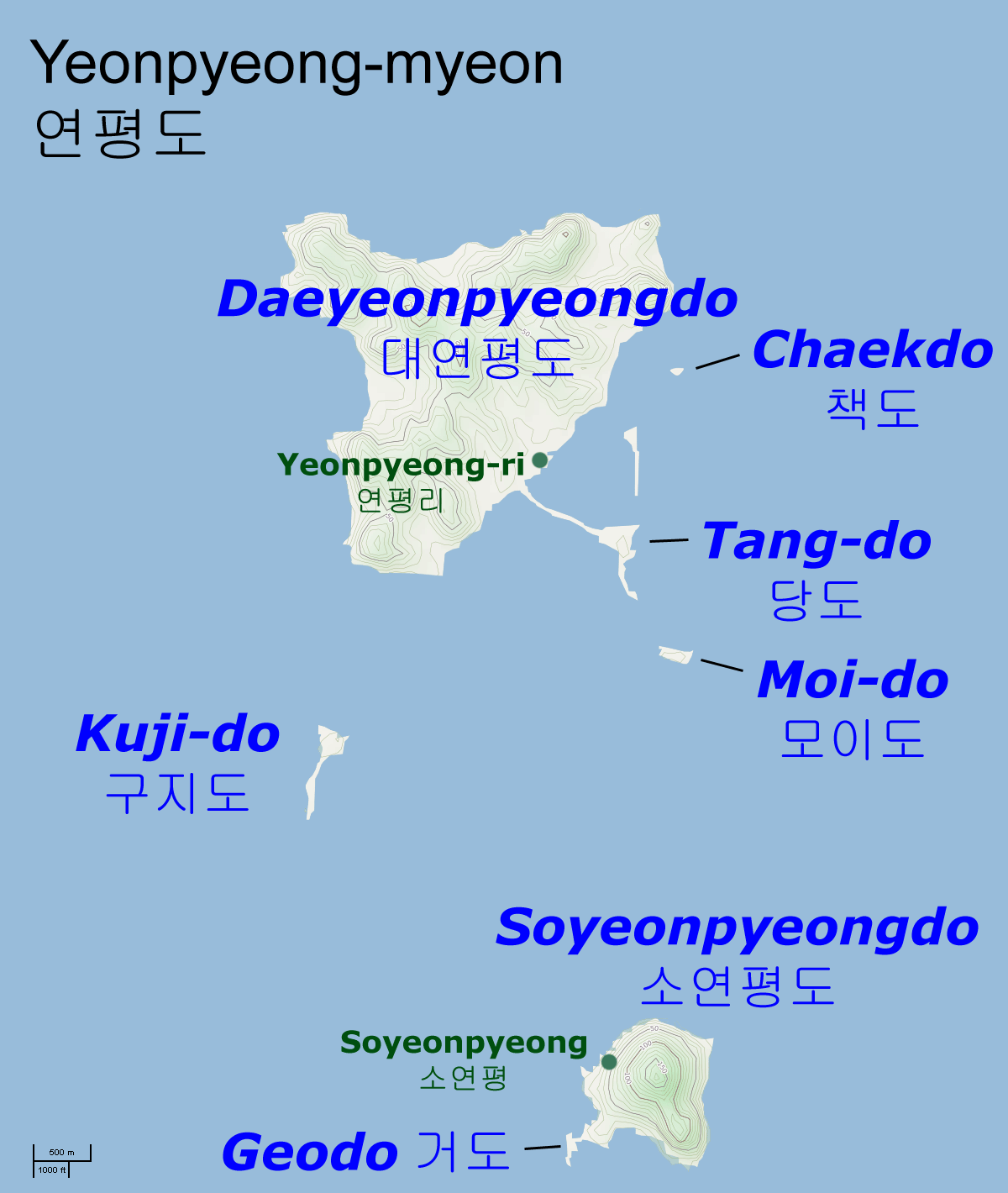
대연평도 및 주변 섬들

대연평도(大延坪島)는 경기만 북서쪽에 있는 면적 6.14 km2의 섬으로, 북방한계선과 불과 3.4 km 떨어져 있다. 연평도의 본섬으로, 대부분의 인구가 거주하고 있으며 흔히 '연평도'라 하면 대연평도만을 가리키는 경우도 있다.

## 부속도서
- 당도(堂島, 당섬) : 연평도와 870여 m의 방조제로 연결되어 선착장(당섬선착장)이 설치되어 있다.
- 책도(冊島)
- 모이도(毛伊島)[8]
- 용뒤섬[8]
- 구지도

## 소연평도
소연평도(小延坪島)는 연평도로부터 5 km 남쪽에 있는 섬으로, 면적은 연평도의 6분의 1인 1.0236 km2이다. 《세종실록 지리지》, 《대동여지도》 등에서는 산연평도(山延坪島)라고 쓰여 있다. 최고점은 해발 214 m인 연화봉이다. 섬의 대부분이 산으로 이루어져 있고, 취락은 섬의 북서쪽 해안에 집중되어 있으며, 주민은 100여 명이다.

## 같이 보기
- 연평해전
- 연평도 포격전
- 연평면
- 서해 5도
- 북방한계선
- 조선 서해 해상 군사분계선